# Hertha Thieleová
Hertha Thieleová (8. května 1908 Lipsko – 5. srpna 1984 Berlín) byla německá herečka.
Narodila se v rodině zámečníka, od roku 1928 hrála v městském divadle v Lipsku. V roce 1931 hrála ve filmu Leontine Saganové Děvčata v uniformě, který vyvolal skandál kritikou školského systému i otevřeným zobrazením lesbických vztahů. Hlavní ženskou roli ztvárnila v sociálněkritickém filmu Kuhle Wampe neboli Komu patří svět, který natočil Slatan Dudow podle scénáře Bertolta Brechta, i ve filmové adaptaci románu Hanse Fallady Občánku, co teď? (režie Fritz Wendhausen). Její další film Anna a Alžběta byl po nástupu nacistů k moci zakázán. Thieleová odmítla hrát ve filmech oslavujících nový režim, byla vyloučena z Říšské filmové komory a v roce 1937 emigrovala ve Švýcarska. Tam se živila jako služebná, pomocná laborantka a zdravotní sestra v psychiatrické léčebně, jen příležitostně vystupovala jako statistka v divadle v Bernu.
V roce 1949 se pokusila o návrat do Německé demokratické republiky, v podmínkách stalinistické kulturní politiky se však nedokázala prosadit a odjela zpět do Švýcarska. Znovu se přesunula do NDR v roce 1966 a stala se členkou hereckého souboru Deutscher Fernsehfunk. Účinkovala v seriálu Volejte policii 110 a ve filmech Florentinská 73, Legenda o Pavlovi a Pavle a Hosteska, větší hereckou příležitost však již nedostala.
O jejím životě byl natočen dokument Srdce na levé straně, v Postupimi je po ní pojmenována ulice.